# Rudolf Gudden

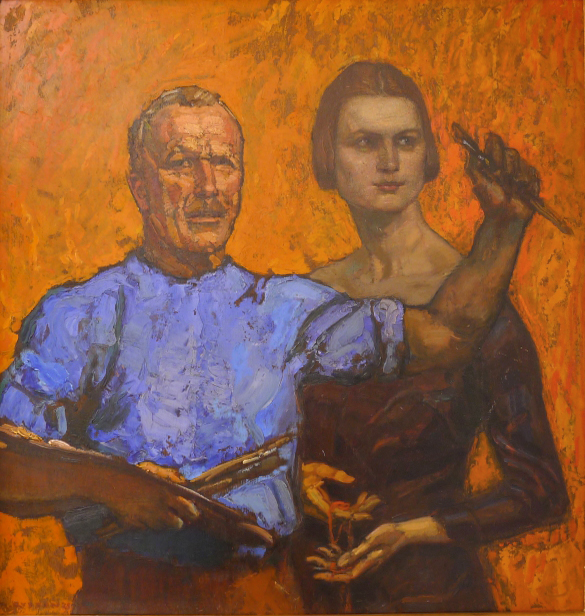
Eingebung, Selbstbildnis mit Muse (1925)

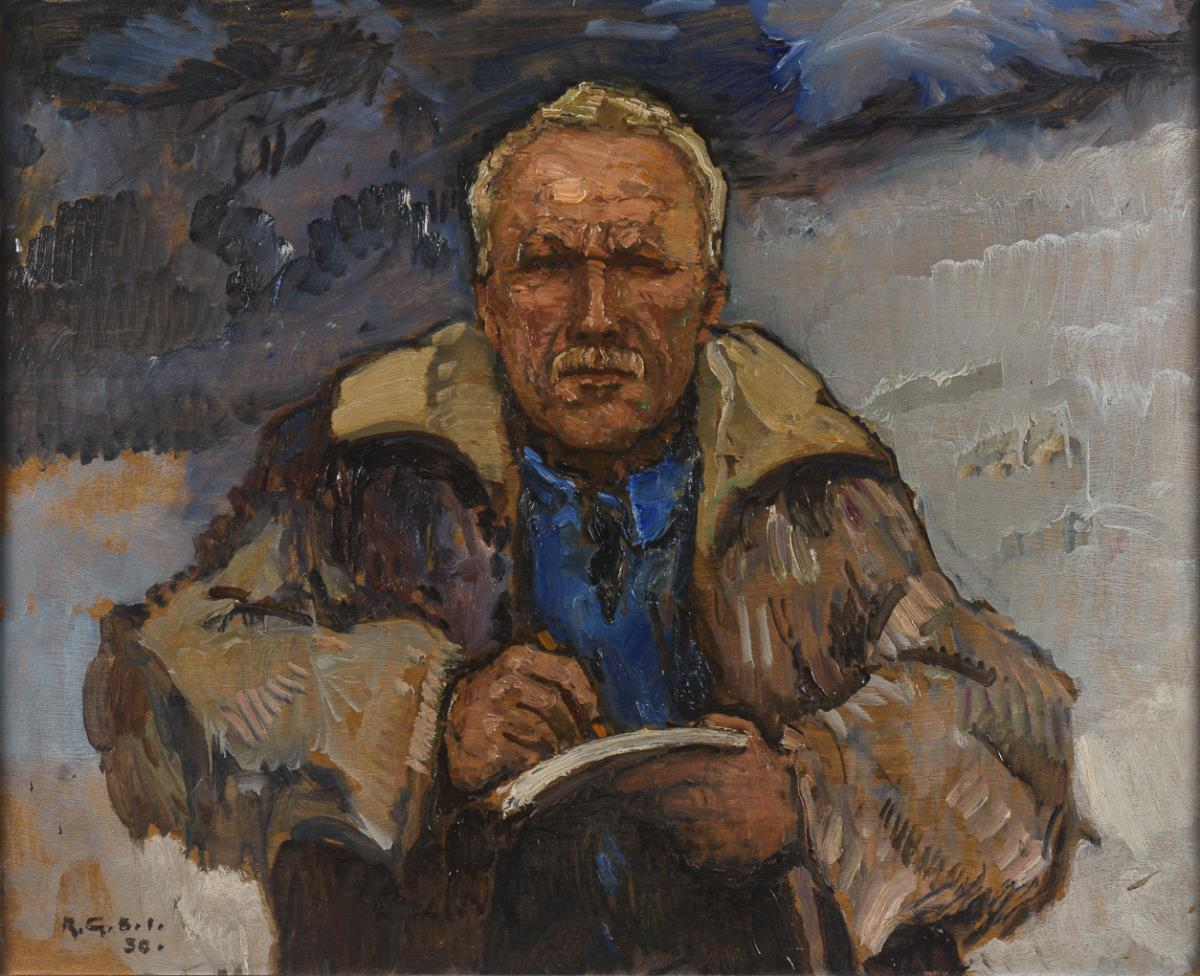
Selbst, Selbstbildnis (1930)

Rudolf Gudden  (* 21. August 1863 in Werneck/Unterfranken; † 15. September 1935 in München) war ein deutscher Genre- und Landschaftsmaler.

## Genealogie
Rudolf war eines von neun Kindern des Mediziners und Psychiaters Bernhard von Gudden und dessen Frau Clarissa (geborene Voigt, * 4. Oktober 1833; † 10. März 1894). Einer seiner Brüder war der Porträtmaler Max Gudden. Rudolf wurde 1865 am Sitz der psychiatrischen Klinik geboren und wuchs hier auf. Seine Mutter Clarissa Voigt war die Enkelin des Psychiaters Maximilian Jacobi (1775–1858), dessen Assistenzarzt Gudden von 1848 bis 1851 in Siegburg war. Rudolfs Urgroßmutter war Anna Frederike Petrina Claudius, eine Tochter des Dichters Matthias Claudius. Rudolf Gudden starb im Alter von 72 Jahren. 

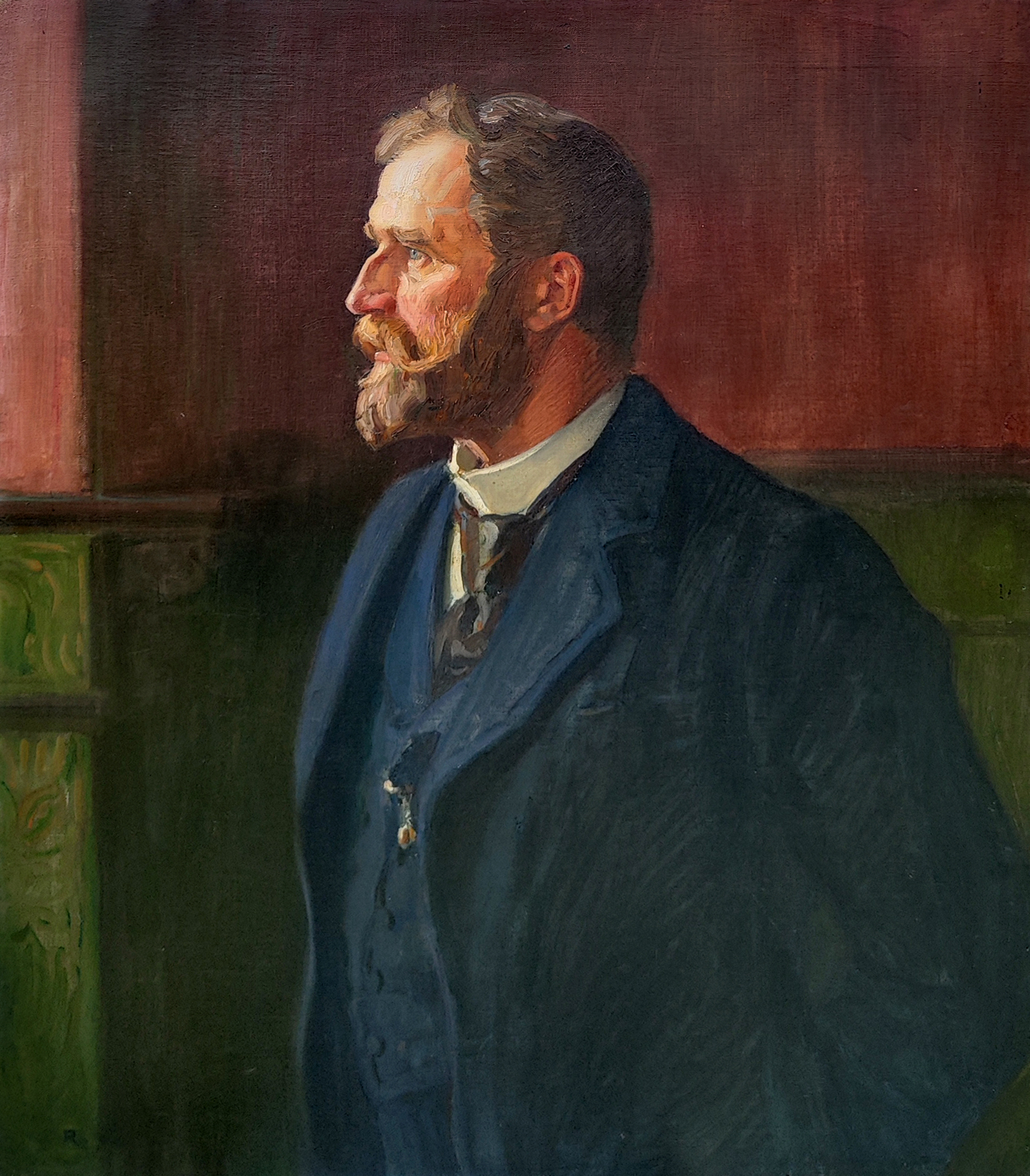
Rudolf Gudden

## Grabstätte

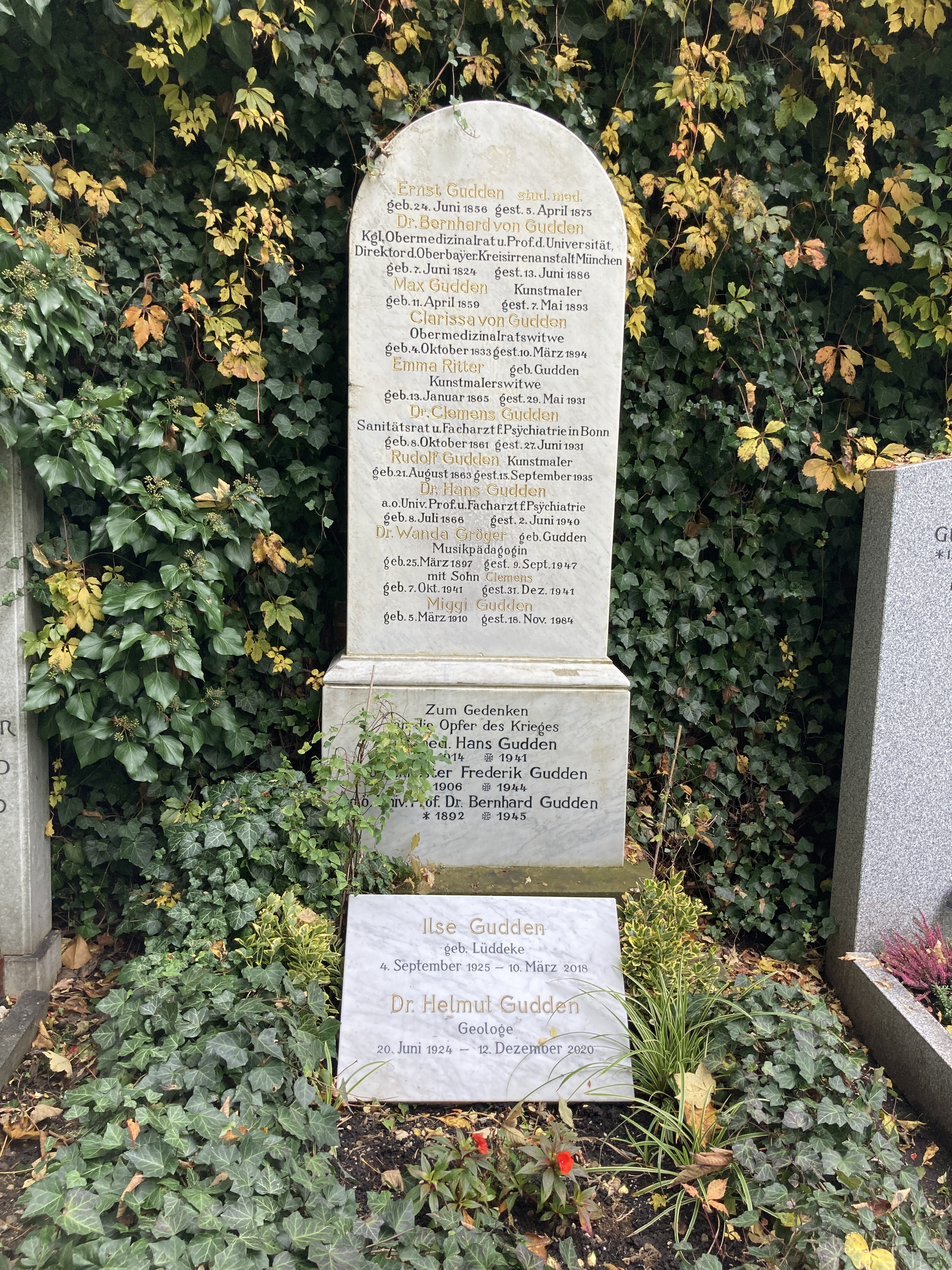
Grab von Rudolf Gudden auf dem Münchner Ostfriedhof

Die Grabstätte von Rudolf Gudden befindet sich auf dem Münchner Ostfriedhof (Grab Mauer links Nr. 5) Standort. In diesem Grab liegen ebenso sein Vater Bernhard und seine Mutter Clarissa und einige seiner Geschwister (Ernst, Emma, Clemens, Max, Hans).

## Ausbildung
Carl Theodor von Piloty (1826–1886) erkannte Rudolf Guddens Talent und förderte seine Ausbildung. Rudolf studierte ab Oktober 1881 zunächst an der Münchner Akademie unter Professor Johann Leonhard Raab (1825–1899). Auch war Rudolf Gudden in der Malklasse unter Professor Ludwig von Löfftz (1845–1910). Anschließend wechselte er an die Karlsruher Akademie. 1888 übersiedelte er nach Frankfurt am Main, von wo aus er Studienreisen unternahm, die ihn unter anderem nach Holland, Spanien, Italien und Marokko führten. In Deutschland suchte er die Einsamkeit in den Vogesen. 1906 gehörte Rudolf Gudden zu den Gründungsmitgliedern des Frankfurt-Cronberger Künstler-Bundes, wo er mit Paul Klimsch und Ottilie Roederstein ausstellte. Er begann mit holländischen Interieurs und Szenen aus dem Volksleben, in denen sich seine Vorliebe für Lichtprobleme ankündigte. Das Licht wurde für seine Malerei stets bestimmend. Beeinflusst durch seine Reisen malte er dann südliche Motive. Später kam er zu einer kraftvollen Freilichtmalerei, ohne aber wie der Impressionismus die Form durch das Licht aufzulösen. Natürlich beinhaltete sein Werk auch Porträts. Er vertrat entgegen dem größtenteils vorherrschenden Akademiestil seiner Epoche eine unkonventionelle und freie Kunstauffassung. So wurde er zum Wegbereiter der Moderne.

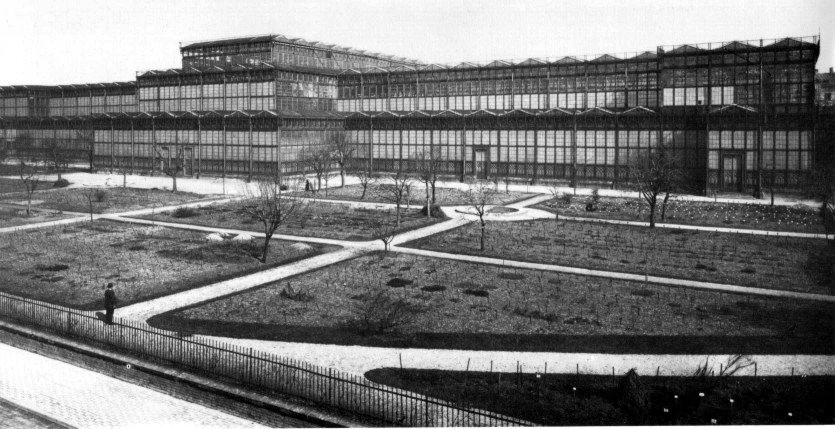
Glaspalast (München)

Rudolf Gudden zeigte seit 1889 seine Bilder im Glaspalast (München), regelmäßig auch an seinem Wohnsitz in Frankfurt sowie in anderen ehemaligen westdeutschen Kunststädten und seit 1897 auch wiederholt in Paris
Ausstellungen seiner Werke lassen sich in Berlin 1888 und 1889, Wien 1894, Dresden 1901, 1904 und 1912, Wiesbaden 1909, Darmstadt 1910, Bonn und Rom 1911, Bremen 1912, Köln, Düsseldorf und Mannheim 1913 nachweisen. Der Kunstsalon des Ludwig Schames in Frankfurt veranstaltete 1913 anlässlich seines 50. Geburtstages eine Kollektivausstellung. Die Stadt Frankfurt am Main stellte in den 1920er Jahren das von ihr renovierte Haus Lichtenstein der Frankfurter Kunstwelt zur Verfügung. Rudolf Gudden stand das Haus gleichermaßen als Wohnraum und Galerie für Ausstellungszwecke zur Verfügung. Weitere Ausstellungen gab es in Stuttgart 1914 und in Frankfurt 1926. Zahlreiche seiner Werke verbrannten mit dem Glaspalast in München, dem Ausstellungsgebäude auf dem Gelände des Alten Botanischen Gartens in der Münchner Innenstadt, während des Zweiten Weltkrieges. Rudolf Gudden war Mitglied im Deutschen Künstlerbund.

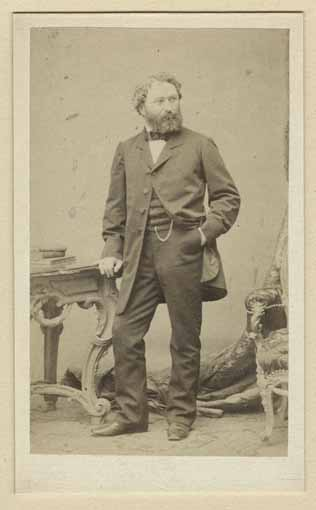
Lehrer Professor Johann Leonhard Raab (1825–1899)
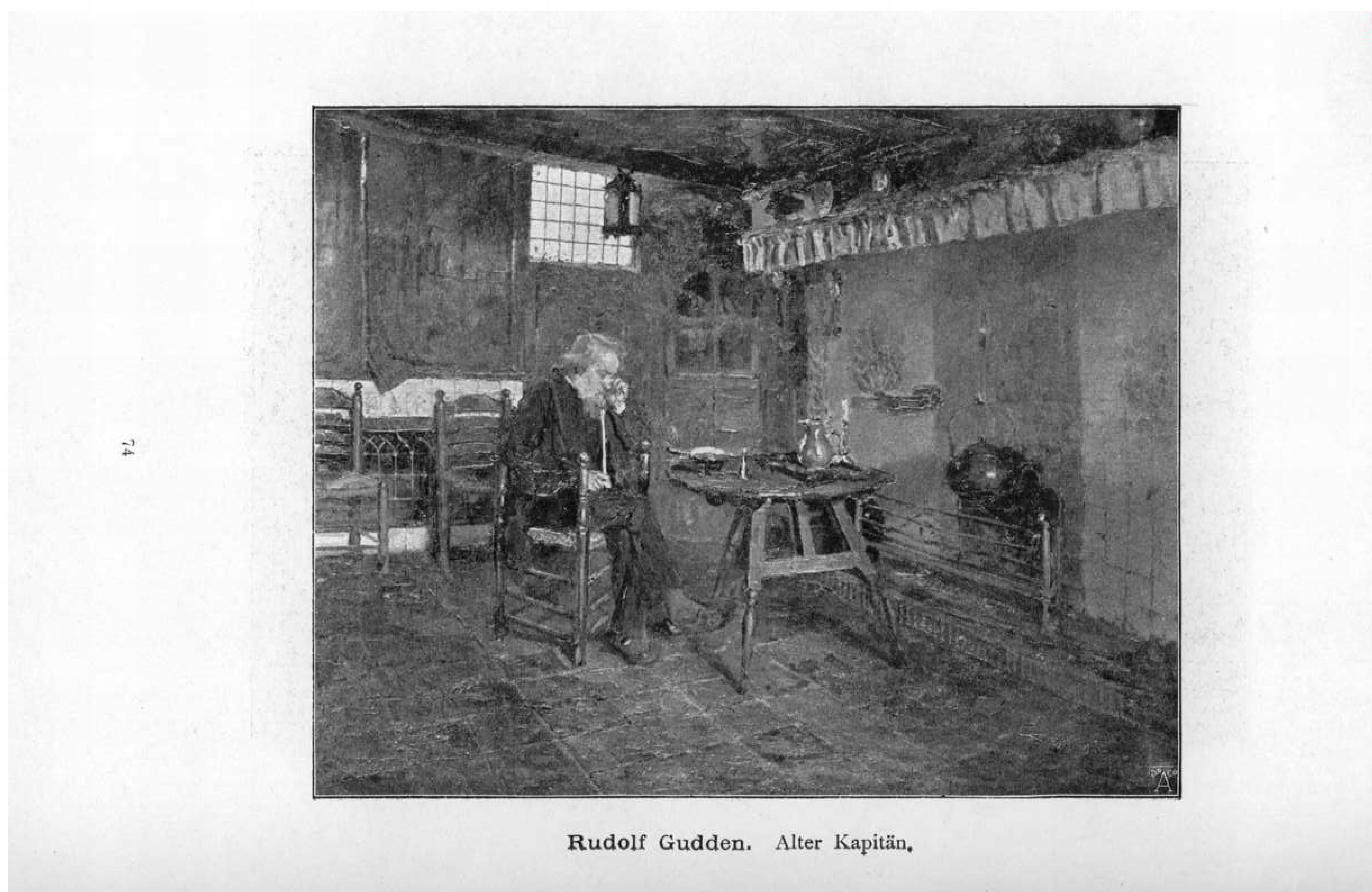
Bild Alter Kapitän ehemaliger Standort Glaspalast (München) 1896
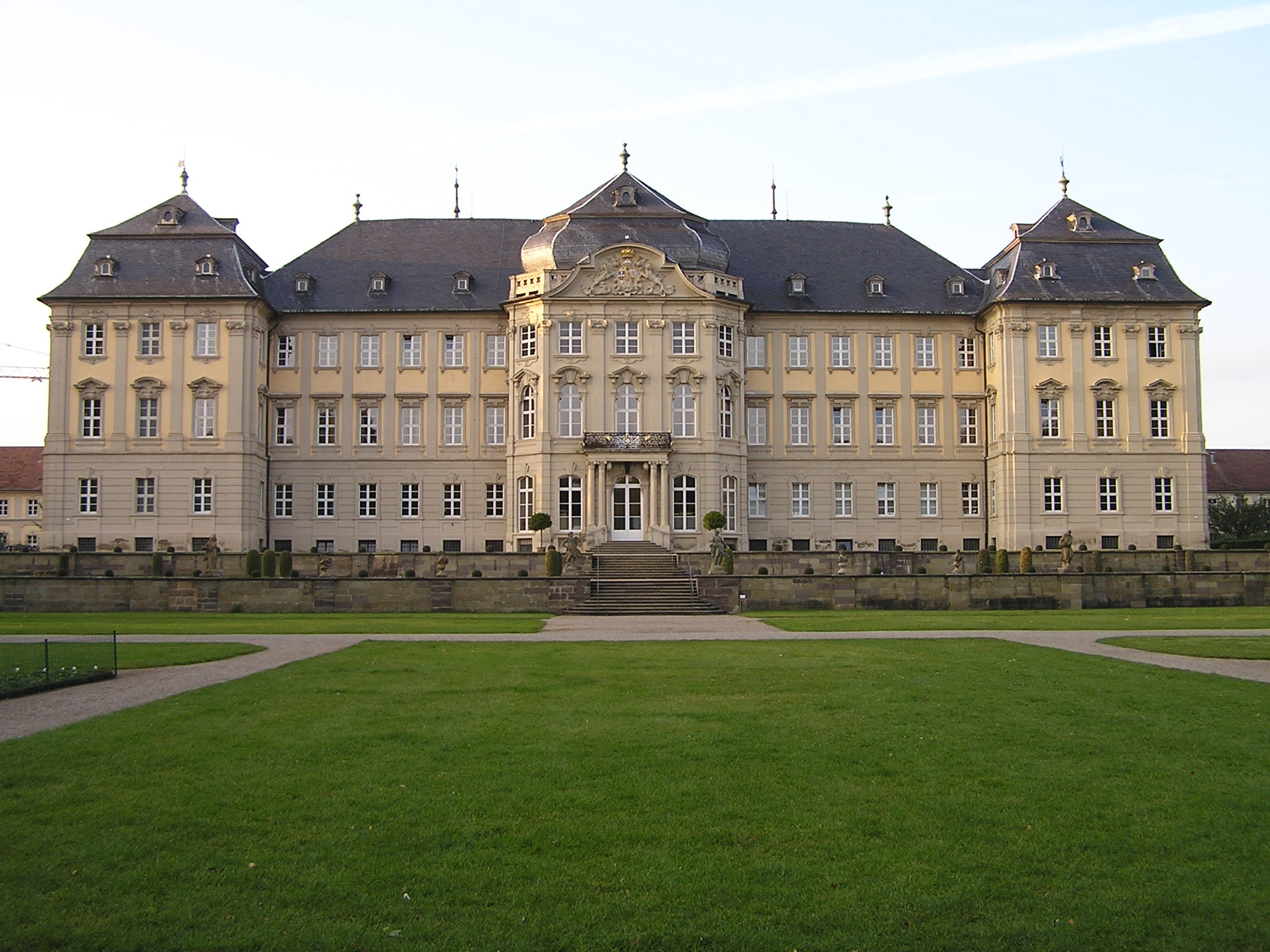
Schloss Werneck Geburtshaus von Rudolf Gudden
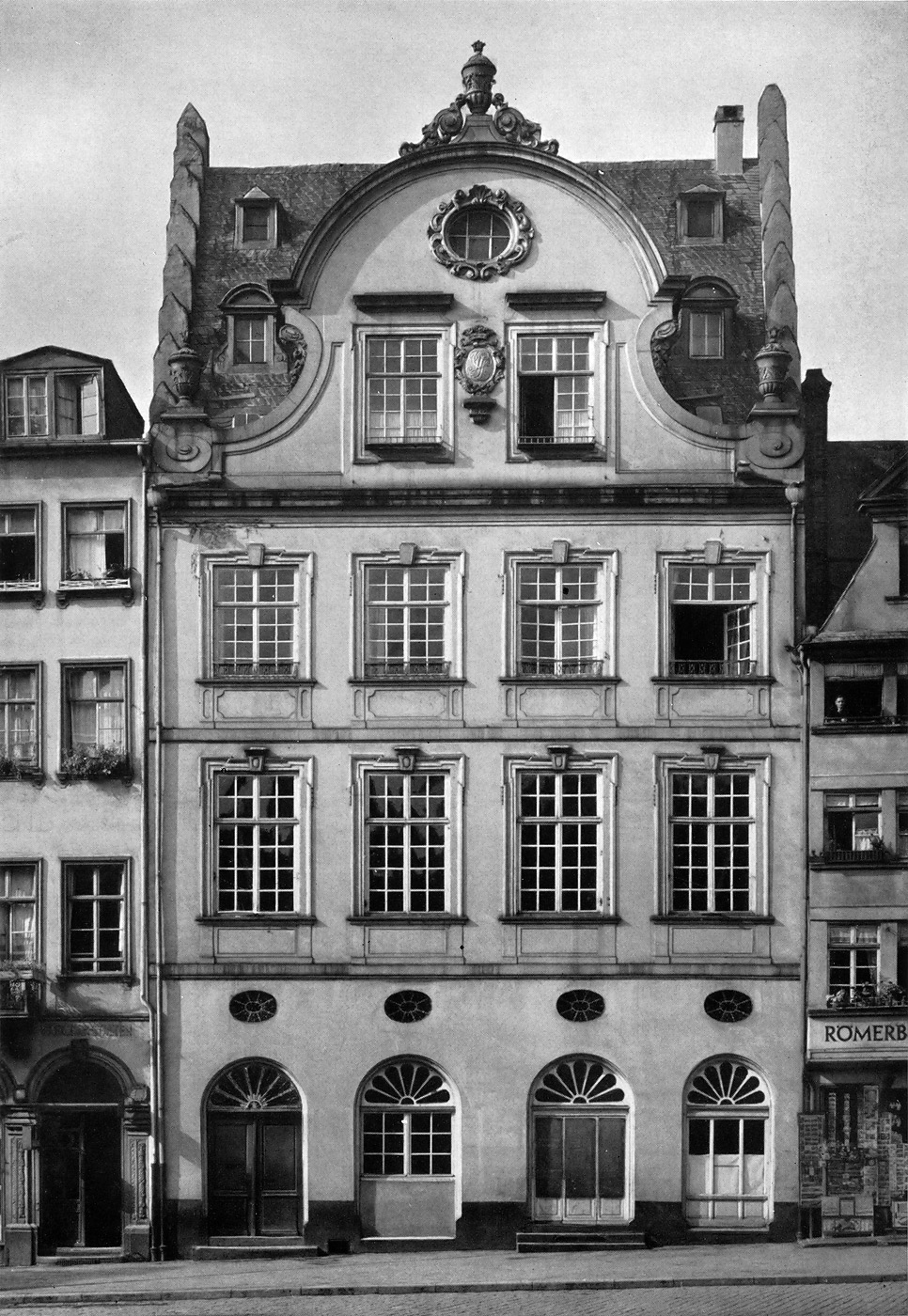
Ehemaliges Haus Lichtenstein, Frankfurt, u. a. um 1920 Werkraum des Rudolf Gudden